# Noruego (práctica sexual)
Un noruego o hacer un noruego es una práctica sexual que combina al mismo tiempo otras tres (sexo oral, masturbación y penetración con los dedos o con algún juguete, evitando usar el pene) con el único objetivo de excitar todas las zonas erógenas posibles situadas en la zona de los genitales sin penetrarlas con el pene, para hacer disfrutar a la pareja sexual, tanto hombre como mujer, no tratándose, evidentemente, de una práctica característica de ninguna orientación sexual.

## Formas de hacer un noruego
En el caso de que la pareja sexual sea una mujer, el noruego suele consistir en un anilingus combinado con la estimulación del clítoris y la penetración, con uno o varios dedos, de la vagina. También se puede acompañar a la penetración manual de la vagina con la del ano y el cunnilingus.
Cuando la pareja sexual sea un hombre, la triple estimulación podrá consistir en un anilingus, estimulación manual del pene y del perineo. Otra posibilidad consiste en practicar una felación a la vez que se acaricia el perineo y se penetra con los dedos el ano. Una tercera forma es la de estimular oralmente el perineo mientras se penetra con los dedos el ano y se masturba al hombre.

## Posturas para realizar un noruego
El noruego no tiene una postura prototípica, aunque cuando esta práctica conlleva la realización de un anilingus, por lo general, aquel que recibe la estimulación se suele colocar a cuatro patas; cuando se practica un cunnilingus o una felación, la postura más cómoda suele ser uno sentado y el otro arrodillado. Ambas formas también permiten una posición tumbada en la que la persona que va a ser estimulada físicamente eleva sus piernas por encima de la cabeza de su compañera/o. Las estimulaciones no tienen por qué ser siempre igual de intensas: se pueden combinar mayores y menores intensidades a la vez de las zonas erógenas, creando un juego de estimulación en el cual la persona estimulada no sabe qué clase de placer se le va a proporcionar a continuación.

## Problemas y consejos
El problema del noruego reside en que ha de ser necesariamente una triple estimulación genital, lo que conlleva cierta destreza con ambas manos y, sobre todo, la coordinación de todos los movimientos para un mayor goce sexual. Por lo general, el noruego resulta ser una práctica muy satisfactoria para ambos miembros de la pareja al combinar no solamente el placer de dar/recibir placer, sino el misterio/control de lo que va a ocurrir a continuación y, por tanto, una mayor excitación psicológica; así como el prolegómeno ideal para la práctica consecutiva de penetración vaginal y anal o viceversa, lo que la convierte en una práctica sexual muy versátil.

## Riesgos para la salud y prevención
El noruego, como casi todas las prácticas sexuales, no está eximido de la transmisión de enfermedades venéreas como el VIH al ser, entre otras, una práctica de sexo oral además de estar en contacto con las bacterias que pueden habitar pene, vagina y ano.
- Datos: Q6045363